# Denk (politická strana)
Denk je politická strana v Nizozemsku hájící práva menšin. Byla založena v roce 2015 bývalými poslanci za Stranu práce tureckého původu, Tunahanem Kuzu a Selçukem Öztürkem. Prosazuje tolerantní a učící se společnost, klade důraz na ochranu životního prostředí a na sociální jistoty. Od parlamentních voleb 2017 má své tři zástupce ve Sněmovně reprezentantů.